# Aleurocanthus musae
Aleurocanthus musae là một loài côn trùng cánh nửa trong họ Aleyrodidae, phân họ Aleyrodinae.
Aleurocanthus musae được David & Jesudasan miêu tả khoa học đầu tiên năm 2002.